# Slag bij Kaap Passero (1940)
De Slag bij Kaap Passero was een treffen op zee tussen de Britse lichte kruiser HMS Ajax en zeven torpedoboten en torpedobootjagers van de Regia Marina in de Tweede Wereldoorlog. De slag vond plaats in de vroege uren van 12 oktober 1940, ten zuidoosten van Sicilië in de nasleep van een Britse bevoorradingsoperatie naar Malta.

## Achtergrond
In oktober 1940 lanceerde de Britse Middellandse Zeevloot een bevoorradingsoperatie van Alexandrië naar Malta onder de codenaam MB6. Het konvooi bestond uit vier vrachtschepen die werden geëscorteerd door twee kruisers voor de luchtafweer en vier torpedobootjagers. De beschermingsmacht werd aangevoerd door admiraal Cunninghams vlaggenschip, het slagschip de HMS Warspite, en omvatte drie andere slagschepen, twee vliegdekschepen, zes kruisers en zestien torpedobootjagers. Het enige opmerkelijke incident tijdens het konvooi was dat de HMS Imperial werd beschadigd toen ze zich in een mijnenveld begaf. De koopvaardijschepen bereikten op 11 oktober hun bestemming. Tot dan toe had slecht weer de tussenkomst van de Italiaanse vloot voorkomen. Een vliegtuig van de Regia Aeronautica merkte de terugkerende schepen op nadat ze Malta hadden verlaten. De HMS Ajax was intussen losgemaakt van de andere kruisers om een verkenningsmissie uit te voeren.

## De slag
De Italiaanse bevelhebber, admiraal Inigo Campioni, beval een groep torpedobootjagers om naar Kaap Bon te varen in het geval dat de Britse oorlogsschepen naar Gibraltar zouden varen. Volgens Campioni was het voor de Italiaanse kruisers en slagschepen te laat om nog operaties tegen het konvooi uit te voeren. Een flottielje van drie torpedoboten en vier torpedobootjagers waren tegelijkertijd op patrouille tussen 35045’ N en 35025’ N, waar ze 5,6 kilometer bij elkaar in het volle maanlicht voeren. De Italiaanse torpedobootjagers, allemaal van de Soldati-klasse, waren de Artigliere, Camicia Nera, Aviere en Geniere. De torpedoboten waren van de Spica-klasse, de Ariel, Alcione en Airone.

## Kruiser tegen torpedoboten
Om 01:37 ’s nachts werd de HMS Ajax opgemerkt door de Alcione, die met volle vaart van een afstand van 17.900 meter op de kruiser afstevende. Om 01:48 naderden de drie torpedoboten met hoge snelheden de Britse kruiser. De kruiser was zich volledig onbewust van de vijandelijke nadering. Om 01:57 lanceerde de Alcione twee torpedo’s van een afstand van 1.700 meter. Kapitein Banfi, de aanvoerder van de Italiaanse torpedoboten, beval het vlaggenschip, de Airone, om het vuur met haar 99-mm kanonnen op de vijand te openen, gevolgd door haar zusterschepen. Drie granaten raakten de Ajax, twee op de brug en één 1,8 meter onder de waterlinie.
De HMS Ajax besefte dat ze werd aangevallen en opende het vuur op de dichtstbijzijnde torpedoboot, de Ariel, terwijl ze met volle vaart erop afging. De Ariel werd als het ware kapotgeschoten door de salvo’s van de Ajax en zonk 20 minuten later, ofschoon ze in staat was om nog een torpedo te lanceren. Kapitein Mario Ruta, zijn adjudant en het grootste deel van de bemanning werden gedood. De Airone was het volgende Italiaanse schip dat aan de beurt was. Het lukte haar om twee torpedo’s te lanceren voordat ze buiten werking werd gesteld doordat haar brug en bovendek van korte afstand door de Ajax werden gemitrailleerd. Ze zonk enkele uren later, maar Banfi bevond zich onder de overlevenden. De Alcione, het enige onbeschadigde Italiaanse oorlogsschip, brak het contact om 02:03 af.

## Kruiser tegen torpedobootjagers
Intussen vervolgde de HMS Ajax haar tocht oostwaarts, nadat ze tijdens het gevecht vele manoeuvres had gemaakt en uit haar koers was geraakt. Om 02:15 detecteerde haar radar twee Italiaanse torpedobootjagers waarvan de bevelhebber, Carlo Margottini, het vuren van de HMS Ajax vanuit het zuiden had gezien. Een radiostoring voorkwam dat Margottini met zijn schepen in grote sterkte aan zou vallen toen drie van zijn torpedobootjagers naar het noordwesten gingen, in plaats van naar het noorden, zoals was bevolen. De Aviere moest zich zwaar gehavend naar het zuiden terugtrekken nadat ze werd geraakt door de Britse kruiser, die op zijn beurt een torpedo-aanval moest ontwijken. De Artigliere slaagde erin om een torpedo te lanceren en drie salvo’s van haar 120-mm kanonnen van 2600 meter af te vuren voordat ze werd geraakt en beschadigd. De torpedo miste, maar vier granaten raakten twee secundaire geschutskoepels van de HMS Ajax en haar radar werd buiten werking gesteld. Nadat ze zonder succes op de Camicia Nera had gevuurd brak de Ajax het gevecht af. Ze had 490 granaten van verschillend kaliber verschoten en vier torpedo’s gelanceerd. Dertien bemanningsleden werden gedood en meer dan twintig man raakten gewond, terwijl de kruiser een maand nodig had voor reparatie voordat ze weer in actieve staat van dienst kon treden. De uitgeschakelde Artigliere, waarvan de commandant en de meeste stafofficieren waren gedood, werd op sleeptouw genomen door de Camicia Nera. Toen de volgende dag de zon opkwam werden ze verrast door de kruiser HMS York, die de Camicia Nera wegjoeg voordat ze de Artigliere tot zinken bracht. De overlevenden werden de dag erna gered door schepen van de Regia Marina.

## Nasleep
Deze slag was de eerste ervaring van de Regia Marina met het superieure vermogen en bewapening in nachtelijke aanvallen van de Royal Navy. Het royale gebruik van lichtkogels, zoeklichten en brandstichtende en granaten moesten worden bestreden, voordat de Italianen de technische gebreken konden dichten. Ze verwachtten eveneens dat de vijand radar zou gebruiken, maar op dat moment konden ze er alleen maar naar gissen. Ze concludeerden dat gebrekkige Italiaanse luchtverkenning een snelle reactie van de zware Italiaanse eenheden had voorkomen, waardoor ze het tactische overwicht van het vermijden van contact in ongunstige situaties naar de Britten toe verspeelden.